# 작스트랩

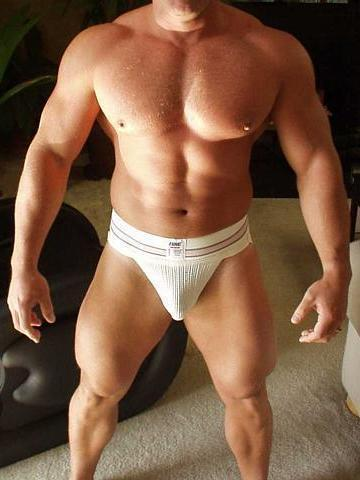
작스트랩

작스트랩(영어: jockstrap)은 남성용 속옷의 일종이다. 스포츠용 작스트랩인 경우, 국부보호대(局部保護臺)라고도 하며, 운동시 음부의 흔들림이나 움직임을 막기위한다.

## 같이 보기
- 야구 장비
- 샅백선